# Ardatov
Ardatov (en russe : Ардатов) est une ville de la république de Mordovie, en Russie, et le centre administratif du raïon d'Ardatov. Sa population s'élevait à 8 976 habitants en 2014.

## Géographie
Ardatov est située sur la rive droite de la rivière Alatyr, à 101 km au nord-est de Saransk, la capitale de la Mordovie.

## Histoire
Le village d'Ardatovo (Ардатово) est mentionné pour la première fois en 1671. Ardatov obtient le statut de ville en 1780.

## Population
Recensements (*) ou estimations de la population
| 1856  | 1897* | 1926* | 1939* | 1959* | 1970* |
| ----- | ----- | ----- | ----- | ----- | ----- |
| 4 300 | 4 855 | 5 855 | 7 400 | 9 932 | 9 500 |

| 1979* | 1989*  | 2002* | 2010* | 2013  | 2014  |
| ----- | ------ | ----- | ----- | ----- | ----- |
| 9 192 | 10 027 | 9 587 | 9 400 | 9 126 | 8 976 |

| 2020  | - | - | - | - | - |
| ----- | - | - | - | - | - |
| 8 294 | - | - | - | - | - |

## Religion
La cathédrale Saint-Nicolas d'Ardatov est le siège de l'éparchie d'Ardatov, organisée en huit doyennés.